# Ennemond Mayoussier
 (septembre 2023).
La mise en forme du texte ne suit pas les recommandations de Wikipédia : il faut le « wikifier ».
Les points d'amélioration suivants sont les cas les plus fréquents. Le détail des points à revoir est peut-être précisé sur la page de discussion.
- Les titres sont pré-formatés par le logiciel. Ils ne sont ni en capitales, ni en gras.
- Le texte ne doit pas être écrit en capitales (les noms de famille non plus), ni en gras, ni en italique, ni en « petit »…
- Le gras n'est utilisé que pour surligner le titre de l'article dans l'introduction, une seule fois.
- L'italique est rarement utilisé : mots en langue étrangère, titres d'œuvres, noms de bateaux, etc.
- Les citations ne sont pas en italique mais en corps de texte normal. Elles sont entourées par des guillemets français : « et ».
- Les listes à puces sont à éviter, des paragraphes rédigés étant largement préférés. Les tableaux sont à réserver à la présentation de données structurées (résultats, etc.).
- Les appels de note de bas de page (petits chiffres en exposant, introduits par l'outil «  Source ») sont à placer entre la fin de phrase et le point final[comme ça].
- Les liens internes (vers d'autres articles de Wikipédia) sont à choisir avec parcimonie. Créez des liens vers des articles approfondissant le sujet. Les termes génériques sans rapport avec le sujet sont à éviter, ainsi que les répétitions de liens vers un même terme.
- Les liens externes sont à placer uniquement dans une section « Liens externes », à la fin de l'article. Ces liens sont à choisir avec parcimonie suivant les règles définies. Si un lien sert de source à l'article, son insertion dans le texte est à faire par les notes de bas de page.
- La présentation des références doit suivre les conventions bibliographiques. Il est recommandé d'utiliser les modèles {{Ouvrage}}, {{Chapitre}}, {{Article}}, {{Lien web}} et/ou {{Bibliographie}}. Le mode d'édition visuel peut mettre en forme automatiquement les références.
- Insérer une infobox (cadre d'informations à droite) n'est pas obligatoire pour parachever la mise en page.

Pour une aide détaillée, merci de consulter Aide:Wikification.
Si vous pensez que ces points ont été résolus, vous pouvez retirer ce bandeau et améliorer la mise en forme d'un autre article.
 (octobre 2023).
Ennemond Mayoussier, né à Pont-en-Royans en 1823, est le fils de Marie-Julie Guinard et d’Ennemond Mayoussier, deux marchands de bois locaux. Il épouse Félicie Elisabeth Thomas en 1847, il est alors négociant dans son village natal. Il devient ensuite représentant pour l’entreprise lyonnaise Perret & Ollivier qui produit de l’acide sulfurique. Acteur important dans les négociations pour la fusion de l’entreprise lyonnaise et de Saint-Gobain, la direction commerciale des manufactures lui est confiée dès sa création. Bien que ses affaires l’occupent surtout à Paris, Ennemond vient parfois se reposer dans une bâtisse située à Auberives-en-Royans. Cette bâtisse aux allures de château est initialement un héritage obtenu par alliance, la propriété est nommée « le Belle ».

## Biographie

### Enfance et formation
Marie-Julie Guinard, mère d’Ennemond Mayoussier est issue d’une famille pontoise importante. Cette famille est restée pendant plusieurs générations une famille de référence pour l’économie locale. Ils étaient de grands marchands de laine et fabricants de draps. Le registre de naissance d’Ennemond Mayoussier indique que ses parents étaient marchands de bois au moment de sa naissance.
Contrairement à son fils puis son petit-fils, Ennemond ne semble pas avoir suivi de cursus à l’université qui aurait pu favoriser son ascension sociale. Il est d’abord négociant à Pont-en-Royans puis intègre l’entreprise lyonnaise Perret & Ollivier avant que celle-ci ne fusionne avec l’entreprise Saint-Gobain dans laquelle Ennemond fait la suite de sa carrière. 

### Vie de famille
À Pont-en-Royans le 24 octobre 1847, il épouse à l’âge de 24 ans Félicie Elisabeth Thomas, âgée de 18 ans et fille d’un défunt greffier de la justice de paix.
Ils ont un enfant né le 18 juin 1851 et résident dans le XVIe arrondissement de Paris, avenue Jules Janin. Leur fils, Emile Jules Joseph Félix reprend le poste de son père à Saint-Gobain en 1890 après avoir été licencié de la faculté de droit. 

### Mort
Ennemond Mayoussier meurt le 23 octobre 1890. Il est enterré au cimetière d’Auberives-en-Royans.

## Les Mayoussier et Saint-Gobain
Fondée sous le règne de Louis XIV, la manufacture royale des glaces installe son principal site de production dans un petit village du Nord-Est du royaume, Saint-Gobain, qui lui a donné son nom. En 1872, l’entreprise fusionne avec Perret & Ollivier ce qui lui permet de développer sa branche chimique. Le nouvel outil chimique développé par l’entreprise familiale Perret & Ollivier est progressivement remplacé par un autre procédé plus efficient. Saint-Gobain doit donc trouver de nouveaux débouchés pour son acide sulfurique. C’est grâce au développement des engrais chimiques pour l’agriculture que la firme trouve un marché pour l’acide sulfurique.
L’entreprise s’organise en trois directions générales dont deux réservées aux produits chimiques en plus de celle réservée aux glaceries. La direction pour le commerce des produits chimiques dont le rôle est de s’occuper des nouveaux débouchés de l’acide sulfurique, est confiée à Ennemond Mayoussier jusqu’en 1890 . Ennemond Mayoussier n’est ni actionnaire significatif de l’entreprise ni lié à la firme avant sa fusion avec Perret & Ollivier. En revanche, Ennemond Mayoussier semble hautement impliqué dans les négociations concernant la fusion des deux entreprises. Il pousse à la réunion des deux firmes pour des motifs dont les détails restent inconnus. La création d’une direction générale créée ad hoc ainsi que la haute responsabilité qui en découle lui sont confiées. Cette direction générale restera, jusqu’à sa suppression en 1935, le pré-carré des Mayoussier. En effet, à sa mort, son fils Félix reprend le poste puis en 1921, c’est son petit-fils Henry qui prend la suite. En 1935, Henry prend une retraite anticipée puisqu’il n’a alors que 54 ans. L’entreprise Saint-Gobain est réformée, les deux branches destinées aux produits chimiques sont regroupées pour n’en former plus qu’une seule dans une direction générale unique. Ainsi, cette direction générale “pour le commerce des produits chimiques” est restée le pré-carré des Mayoussier tout au long de son existence.
Cette trajectoire en trois temps ou plutôt en trois hommes semble parfaitement valider le modèle des « trois générations » tel qu’il est théorisé par l’historien Maurice Lévy-Leboyer à la fin des années 80. Cette théorie interroge la notion de génération comme maillon d’une chaîne dynastique qui assure le devenir de la firme et vise à démontrer qu’une entreprise familiale suit un paradigme récurrent qui veut que la première génération crée l’entreprise, la seconde la développe et la troisième la ruine . Dans le cas des Mayoussier, il n’est pas question de la création d’une entreprise mais d’une direction générale qu’ils s’approprient. Cette dernière s’éteint bien au milieu de la carrière d’Henry même si sa disparition semble plutôt être causée par la conjoncture économique que par les erreurs de son directeur. L’intérêt de la loi des trois générations dans l’histoire des entreprises est de structurer les étapes du développement économique des firmes et de l’ascension sociale de la famille .

## Propriété dans le Royans

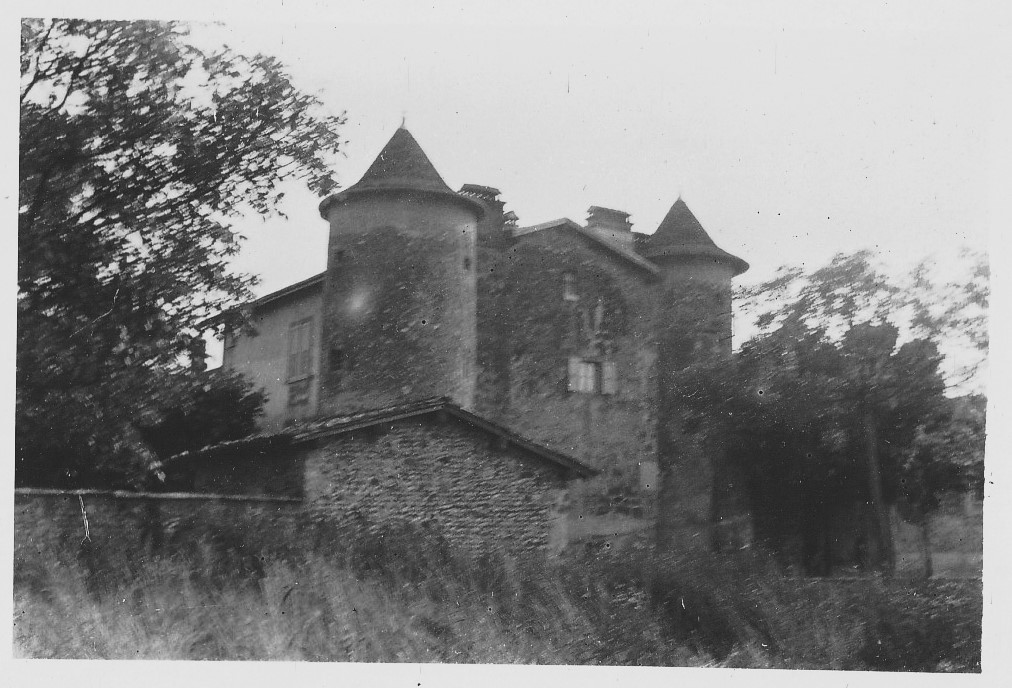
Photo issue d'un album de la famille Mayoussier, originale en noir et blanc, 1941.

Félicie Mayoussier, née Thomas, hérite de son grand-père d’une maison-forte, « le Belle » située à Auberives-en Royans dont on retrouve déjà la trace sur la carte de Cassini puis sur la carte d'Etat-Major.  Elle partage les droits de propriété avec sa sœur Louise Thomas, épouse Fournier jusqu’en 1877, date à laquelle Félicie et Ennemond Mayoussier achètent la partie appartenant à Louise Thomas.
La propriété est ensuite transmise à Félix Mayoussier puis à Henry Mayoussier. Cette propriété est un lieu de villégiature pour la famille mais aussi un symbole de réussite sociale.
En 2013, une partie de la propriété est transformée en domaine viticole par les descendants de la famille. Trois hectares de vigne sont plantés sur les terres qui jouxtent la bâtisse.